# Stompaku purvi
Stompaku purvi este o arie protejată (arie specială de conservare — SAC, sit de importanță comunitară — SCI, arie de protecție specială avifaunistică — SPA) din Letonia întinsă pe o suprafață de 3.885,05 ha, integral pe uscat.

## Localizare
Centrul sitului Stompaku purvi este situat la coordonatele 57°04′44″N 27°26′36″E / 57.0788°N 27.4433°E.

## Înființare
Situl Stompaku purvi a fost declarat arie de protecție specială avifaunistică în mai 2004 pentru a proteja 22 de specii de animale. Alte tipuri de protecție:
- sit de importanță comunitară (în mai 2004)
- arie specială de conservare (în mai 2004)[1][3][4]

## Biodiversitate
Situată în ecoregiunea boreală, aria protejată conține 9 habitate naturale: Turbării active, Mlaștini oligotrofe degradate, capabile încă de regenerare naturală, Mlaștini turboase de tranziție și turbării mișcătoare, Depresiuni pe substraturi de turbă de Rhynchosporion, Taiga vestică, Păduri caducifoliate bătrâne naturale hemiboreale fino-scandinave (Quercus, Tilia, Acer, Fraxinus sau Ulmus) bogate în specii epifite, Păduri fino-scandinave bogate în ierburi cu Picea abies, Păduri caducifoliate de mlaștină fino-scandinave, Mlaștini împădurite.
La baza desemnării sitului se află mai multe specii protejate:
- păsări (21): minunița (Aegolius funereus), acvilă de munte (Aquila chrysaetos), acvilă țipătoare mică (Aquila pomarina), cocoșul de mesteacăn (Bonasa bonasia), caprimulg (Caprimulgus europaeus), barză neagră (Ciconia nigra), șerpar (Circaetus gallicus), ciocănitoare cu spate alb (Dendrocopos leucotos), ciocănitoare neagră (Dryocopus martius), șoim de iarnă (Falco columbarius), muscar (Ficedula parva), ciuvică (Glaucidium passerinum), cocor (Grus grus), viespar (Pernis apivorus), ciocănitoare de munte (Picoides tridactylus), ciocănitoare verzuie (Picus canus), ploier auriu (Pluvialis apricaria), huhurezul mic (Strix uralensis), cocoșul de mesteacăn (Tetrao tetrix tetrix),  cocoș de munte (Tetrao urogallus), fluierar de mlaștină (Tringa glareola)
- mamifere (1): urs brun (Ursus arctos)

Pe lângă speciile protejate, pe teritoriul sitului au mai fost identificate 7 specii de plante, 1 specie de amfibieni, 2 specii de mamifere, 5 specii de nevertebrate.